# Caesalpinia rubra
Caesalpinia rubra là một loài thực vật có hoa trong họ Đậu. Loài này được (Engl.) Brenan miêu tả khoa học đầu tiên.